# Джун-Парк (Флорида)
Джун-Парк (англ. June Park) — статистически обособленная местность, расположенная в округе Бревард (штат Флорида, США). По данным переписи 2010 года население Джун-Парк составляет 4094 человека.

## География
По данным Бюро переписи населения США статистически обособленная местность Джун-Парк имеет общую площадь в 9,58 квадратных километров, водных ресурсов в черте населённого пункта не имеется.
Статистически обособленная местность Джун-Парк расположена на высоте 8 м над уровнем моря.

## Демография
По данным переписи населения 2000 года в Джун-Парк проживало 4367 человек, 1274 семьи, насчитывалось 1736 домашних хозяйств и 1859 жилых домов. Средняя плотность населения составляла около 455,85 человек на один квадратный километр. Расовый состав населённого пункта распределился следующим образом: 96,86 % белых, 0,76 % — чёрных или афроамериканцев, 0,16 % — коренных американцев, 1,21 % — азиатов, 0,87 % — представителей смешанных рас, 0,14 % — других народностей. Испаноговорящие составили 2,29 % от всех жителей статистически обособленной местности.
Из 1736 домашних хозяйств в 27,1 % воспитывали детей в возрасте до 18 лет, 61,8 % представляли собой совместно проживающие супружеские пары, в 7,6 % семей женщины проживали без мужей, 26,6 % не имели семей. 20,7 % от общего числа семей на момент переписи жили самостоятельно, при этом 8,5 % составили одинокие пожилые люди в возрасте 65 лет и старше. Средний размер домашнего хозяйства составил 2,51 человек, а средний размер семьи — 2,89 человек.
Население статистически обособленной местности по возрастному диапазону по данным переписи 2000 года распределилось следующим образом: 21,2 % — жители младше 18 лет, 6,2 % — между 18 и 24 годами, 26,2 % — от 25 до 44 лет, 28,0 % — от 45 до 64 лет и 18,3 % — в возрасте 65 лет и старше. Средний возраст жителей составил 43 года. На каждые 100 женщин в Джун-Парк приходилось 99,8 мужчин, при этом на каждые сто женщин 18 лет и старше приходилось 100,7 мужчин также старше 18 лет.
Средний доход на одно домашнее хозяйство статистически обособленной местности составил 43 670 долларов США, а средний доход на одну семью — 49 926 долларов. При этом мужчины имели средний доход в 39 821 доллар США в год против 26 386 долларов среднегодового дохода у женщин. Доход на душу населения статистически обособленной местности составил 43 670 долларов в год. 4,2 % от всего числа семей в населённом пункте и 4,9 % от всей численности населения находилось на момент переписи населения за чертой бедности, при этом 6,9 % из них были моложе 18 лет и 5,3 % — в возрасте 65 лет и старше.